# Rio Cangati
O Rio Cangati é um rio brasileiro que banha o estado do Ceará.
Faz parte da bacia hidrográfico do rio Curu.